# 应城经济开发区
应城经济开发区是中华人民共和国湖北省孝感市应城市下辖的一个省级经济开发区，由湖北省人民政府管理。

## 行政区划
应城经济开发区下辖以下村级行政区划单位：
杨桥社区、彭吕社区、陈塔社区和文峰塔社区。